# Beautiful Things (singolo)
Beautiful Things è un singolo del cantante statunitense Benson Boone, pubblicato il 19 gennaio 2024 come primo estratto dal primo album in studio Fireworks & Rollerblades.

## Descrizione
Il brano è stato scritto dallo stesso artista, in collaborazione con Jack LaFrantz e Evan Blair; quest'ultimo ne è anche il produttore. Beautiful Things è una ballata che affronta il tema legato al senso della vita, in cui il cantante riflette la sua gratitudine per la vita, l'amore e la volatilità della felicità. Nella canzone viene esaltata la maggior durezza vocale che il cantante esercita, rispetto alla morbidezza con cui aveva cantato il suo precedente singolo In the Stars, permettendogli di tirar fuori tutto il suo carattere ed eseguire note differenti. Composto da «strofe piene di sentimenti» abbinate a un «ritornello potente», Boone mette in mostra una «voce cruda ed emozionante».

## Promozione

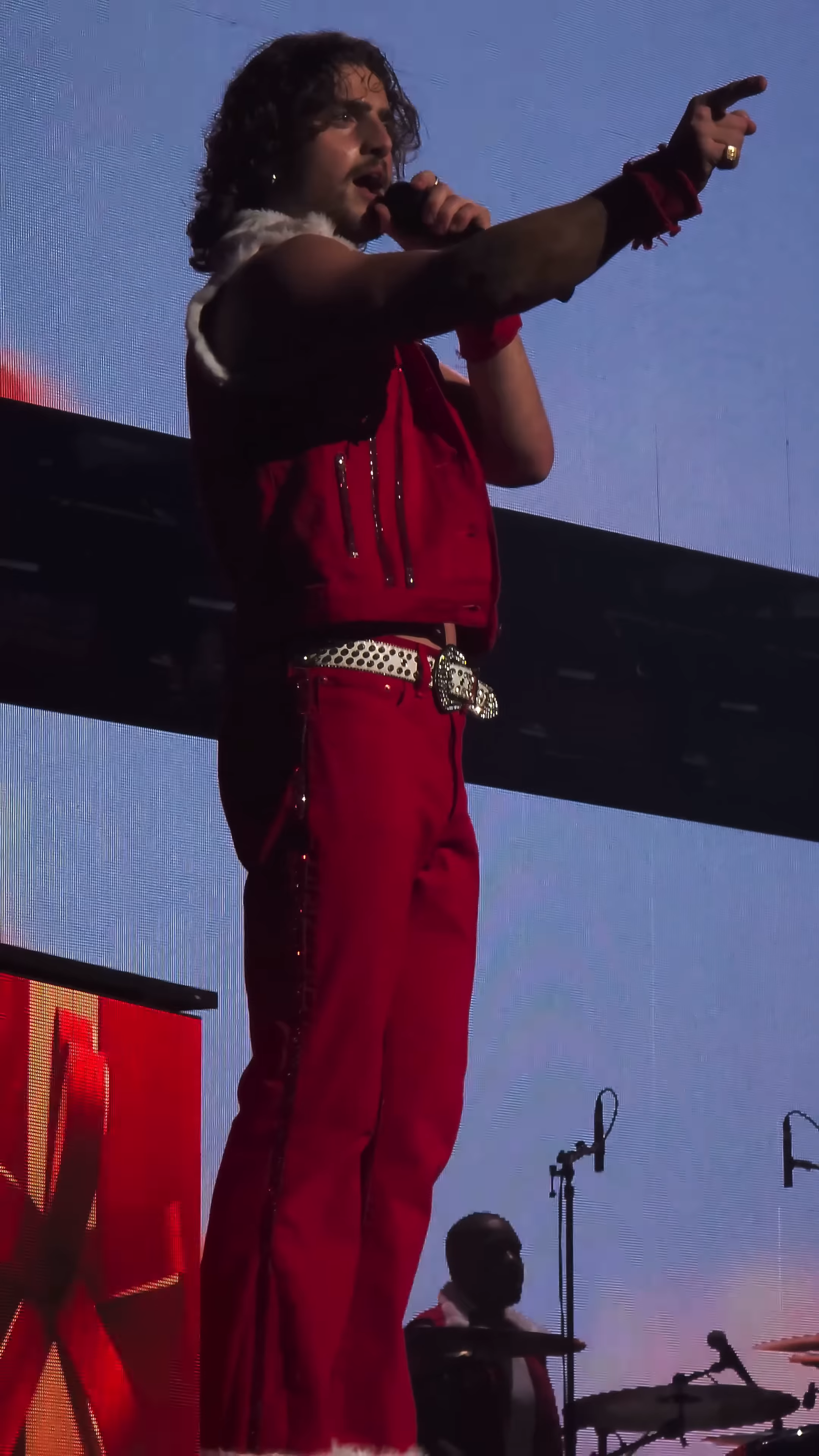
Benson Boone mentre si esibisce sulle note di Beautiful Things al Jingle Ball di iHeartRadio, 13 dicembre 2024

Benson Boone ha eseguito Beautiful Things ai Grammy Awards 2025 in occasione di un medley tra candidati del riconoscimento al miglior esordiente.

## Video musicale
Il video musicale, diretto da Matt Eastin, è stato reso disponibile in concomitanza con l'uscita del brano attraverso il canale YouTube dell'interprete. Il video, le cui riprese sono avvenute a St. George, mostra il cantante e la sua band occupati in cima a una montagna, con il Grand Canyon sullo sfondo. È stato premiato con l'MTV Video Music Award al miglior video alternative.

## Tracce
Testi e musiche di Benson James Boone, Jackson LaFrantz ed Evan Blair.
Download digitale, streaming
1. Beautiful Things – 3:00

Download digitale, streaming – Alternate Versions EP
1. Beautiful Things (Acoustic) – 3:21
2. Beautiful Things (Piano Instrumental) – 3:13
3. Beautiful Things (Sped Up) – 2:34
4. Beautiful Things (Slowed Down) – 3:19
5. Beautiful Things (Instrumental) – 3:00
6. Beautiful Things (Acapella) – 2:52

7"
- Lato A

1. Beautiful Things

- Lato B

1. Beautiful Things

## Formazione
Hanno partecipato alle registrazioni, secondo le note di copertina di Fireworks & Rollerblades:
- Benson Boone – voce
- Evan Blair – produzione, registrazione
- Randy Merrill – mastering
- Alex Ghenea – missaggio

## Successo commerciale
Beautiful Things, anticipato massicciamente da Boone sulle reti sociali, è stato accolto positivamente a livello commerciale sin dalle sue prime ore d'uscita, diventando il suo principale successo globalmente. È stato il brano più popolare mondialmente per cinque settimane non consecutive sulla base del consumo di musica rilevato da Luminate Data. Ha poi totalizzato 2,11 miliardi di stream a livello globale nel corso dell'anno, risultando quello più venduto secondo l'International Federation of the Phonographic Industry.
È stata la sua prima hit a imporsi in vetta alla Streaming Songs e alla Digital Songs di Billboard, accumulando rispettivamente 22,8 milioni ascolti e 25 000 download digitali negli Stati Uniti d'America.

## Classifiche

### Classifiche settimanali
| Classifica (2024-25) | Posizione massima |
| -------------------- | ----------------- |
| Argentina            | 42                |
| Australia            | 1                 |
| Austria              | 1                 |
| Belgio (Fiandre)     | 1                 |
| Belgio (Vallonia)    | 1                 |
| Bielorussia          | 2                 |
| Bolivia              | 21                |
| Brasile              | 32                |
| Canada               | 1                 |
| Corea del Sud        | 78                |
| Danimarca            | 3                 |
| Ecuador              | 18                |
| Emirati Arabi Uniti  | 4                 |
| Estonia              | 1                 |
| Filippine            | 68                |
| Finlandia            | 34                |
| Francia              | 1                 |
| Germania             | 1                 |
| Grecia               | 4                 |
| India                | 19                |
| Indonesia            | 22                |
| Irlanda              | 1                 |
| Islanda              | 3                 |
| Israele              | 14                |
| Italia               | 18                |
| Kazakistan           | 6                 |
| Lettonia             | 2                 |
| Libano               | 4                 |
| Lituania             | 5                 |
| Lussemburgo          | 1                 |
| Malaysia             | 10                |
| Medio Oriente        | 6                 |
| Moldavia             | 21                |
| Norvegia             | 1                 |
| Nuova Zelanda        | 1                 |
| Paesi Bassi          | 2                 |
| Panama               | 23                |
| Perù                 | 20                |
| Polonia              | 4                 |
| Portogallo           | 1                 |
| Regno Unito          | 1                 |
| Repubblica Ceca      | 1                 |
| Romania              | 2                 |
| Russia               | 4                 |
| Singapore            | 10                |
| Slovacchia           | 1                 |
| Spagna               | 14                |
| Stati Uniti          | 2                 |
| Sudafrica            | 2                 |
| Svezia               | 3                 |
| Svizzera             | 1                 |
| Ucraina              | 34                |
| Ungheria             | 10                |

### Classifiche di fine anno
| Classifica (2024) | Posizione |
| ----------------- | --------- |
| Argentina         | 138       |
| Australia         | 1         |
| Austria           | 1         |
| Bielorussia       | 16        |
| Brasile           | 46        |
| Canada            | 2         |
| Corea del Sud     | 126       |
| Danimarca         | 8         |
| Estonia           | 6         |
| Francia           | 4         |
| Germania          | 3         |
| Islanda           | 1         |
| Israele           | 35        |
| Italia            | 21        |
| Kazakistan        | 25        |
| Moldavia          | 193       |
| Nuova Zelanda     | 2         |
| Paesi Bassi       | 5         |
| Polonia           | 15        |
| Portogallo        | 2         |
| Regno Unito       | 2         |
| Repubblica Ceca   | 2         |
| Russia            | 18        |
| Slovacchia        | 2         |
| Spagna            | 32        |
| Stati Uniti       | 3         |
| Sudafrica         | 2         |
| Svezia            | 2         |
| Svizzera          | 1         |
| Ucraina           | 116       |
| Ungheria          | 43        |

## Date di pubblicazione
| Paese                 | Data             | Formato                      | Etichetta            | Versione              | Nota   |
| --------------------- | ---------------- | ---------------------------- | -------------------- | --------------------- | ------ |
| Mondo                 | 19 gennaio 2024  | Download digitale, streaming | Night Street, Warner | Originale             | [ 86 ] |
| Italia                | 19 gennaio 2024  | Contemporary hit radio       | Warner Italy         | Originale             | [ 87 ] |
| Mondo                 | 23 febbraio 2024 | Download digitale, streaming | Night Street, Warner | Alternate Versions EP | [ 88 ] |
| Stati Uniti d'America | 26 aprile 2024   | 7"                           | Night Street, Warner | Originale             | [ 89 ] |

## Riconoscimenti
- American Music Awards[90]
  - 2025 – Candidatura alla canzone dell'anno
  - 2025 – Candidatura alla canzone pop preferita

- - 2025 – Candidatura al video musicale preferito
- BRIT Awards[91]
  - 2025 – Candidatura alla canzone internazionale dell'anno

- iHeartRadio Music Awards[92]
  - 2025 – Canzone dell'anno
  - 2025 – Candidatura alla canzone pop dell'anno
  - 2025 – Candidatura al miglior testo
  - 2025 – Candidatura al miglior video musicale

- MTV Europe Music Awards[93]
  - 2024 – Candidatura alla miglior canzone

- MTV Video Music Awards[25]
  - 2024 – Miglior video alternative
  - 2024 – Candidatura alla canzone dell'estate

- MTV Video Music Awards Japan[94]
  - 2024 – Miglior artista esordiente internazionale